# (5803) Ötzi
(5803) Ötzi ist ein Asteroid des Hauptgürtels, der am 21. Juli 1984 von dem tschechischen Astronomen Antonín Mrkos am Kleť-Observatorium (IAU-Code 046) bei Český Krumlov entdeckt wurde.
Der Himmelskörper wurde am 23. Mai 2000 nach der Gletschermumie Ötzi benannt, die 1991 in den Ötztaler Alpen (Südtirol) gefunden wurde. Die Benennung erfolgte auf Vorschlag des tschechischen Astronomen Miloš Tichý durch die Internationale Astronomische Union (IAU) am 23. Mai 2000.